# 洛雷娜·布兰德尔
洛雷娜·布兰德尔（德語：Lorena Brandl，1997年5月15日—），德国女子跆拳道运动员。她曾获得2022年世界跆拳道锦标赛女子73公斤以上级铜牌。

## 职业
布兰德尔 2007年开始练习跆拳道，2013年首次参加国际比赛。

### 初级运动员
布兰德尔于2007年开始练习韩国武术跆拳道，并于2013年首次参加国际比赛。2014年首次代表德国国家队参赛，同年首次参加欧洲锦标赛（U21）。 2015年，她在布加勒斯特举行的U21欧洲锦标赛上获得第一名，并在2017年索非亚举行的U21欧洲锦标赛上获得铜牌。

### 高级运动员
布兰德尔参加了 2015 年车里雅宾斯克世锦赛、2017 年茂朱郡世锦赛和 2019 年曼彻斯特世锦赛 73 公斤级以上级别的比赛，但每次都没有获得奖牌。 2016年，她参加了蒙特勒、2018年喀山、2021年索非亚和2022年曼彻斯特欧洲锦标赛。 2019年，她在巴里举行的欧洲额外锦标赛上获得+67公斤级亚军。 2021年，她参加了东京奥运会资格赛，获得+67公斤级第三名，但没有获得参加奥运会的资格。 2021年女子世锦赛，布兰德尔获得铜牌。
2022年，布兰德尔在曼彻斯特大奖赛上获得+67公斤级金牌。同年，她参加瓜达拉哈拉世锦赛，获得+73公斤级的铜牌。
布兰德尔参加了 2023 年在巴库举行的世界锦标赛，她在 +73 公斤级的首场比赛中输给了克罗地亚的尼卡·克莱帕克（Nika Klepac）。2023 年 10 月，她在太原大奖赛同一级别比赛中获得铜牌。2024年1月，由于在奥运会排名中排名第8，布兰德尔获得了德国参加2024年奥运会+67公斤级的配额。